# Zimány, Somogy
Zimány  este un sat în districtul Kaposvár, județul Somogy, Ungaria, având o populație de 630 de locuitori (2011). 

## Demografie
Componența etnică a satului Zimány
     Maghiari (90,68%)
     Romi (9,32%)
Componența confesională a satului Zimány
     Romano-catolici (56,03%)
     Fără religie (16,35%)
     Reformați (4,6%)
     Necunoscută (22,54%)
     Atei (0,48%)
     Alte religii (0,79%)
Conform recensământului din 2011, satul Zimány avea 630 de locuitori. Din punct de vedere etnic, majoritatea locuitorilor (90,68%) erau maghiari, cu o minoritate de romi (9,32%).  Din punct de vedere confesional, majoritatea locuitorilor (56,03%) erau romano-catolici, existând și minorități de persoane fără religie (16,35%) și reformați (4,6%). Pentru 22,54% din locuitori nu este cunoscută apartenența confesională.